# 6081 Cloutis
6081 Cloutis eller 1981 EE35 är en asteroid i huvudbältet som upptäcktes den 2 mars 1981 av den amerikanska astronomen Schelte J. Bus vid Siding Spring-observatoriet. Den är uppkallad efter den kanadensiske fysikern Edward Cloutis.
Asteroiden har en diameter på ungefär 2 kilometer.